# 撲克五子棋

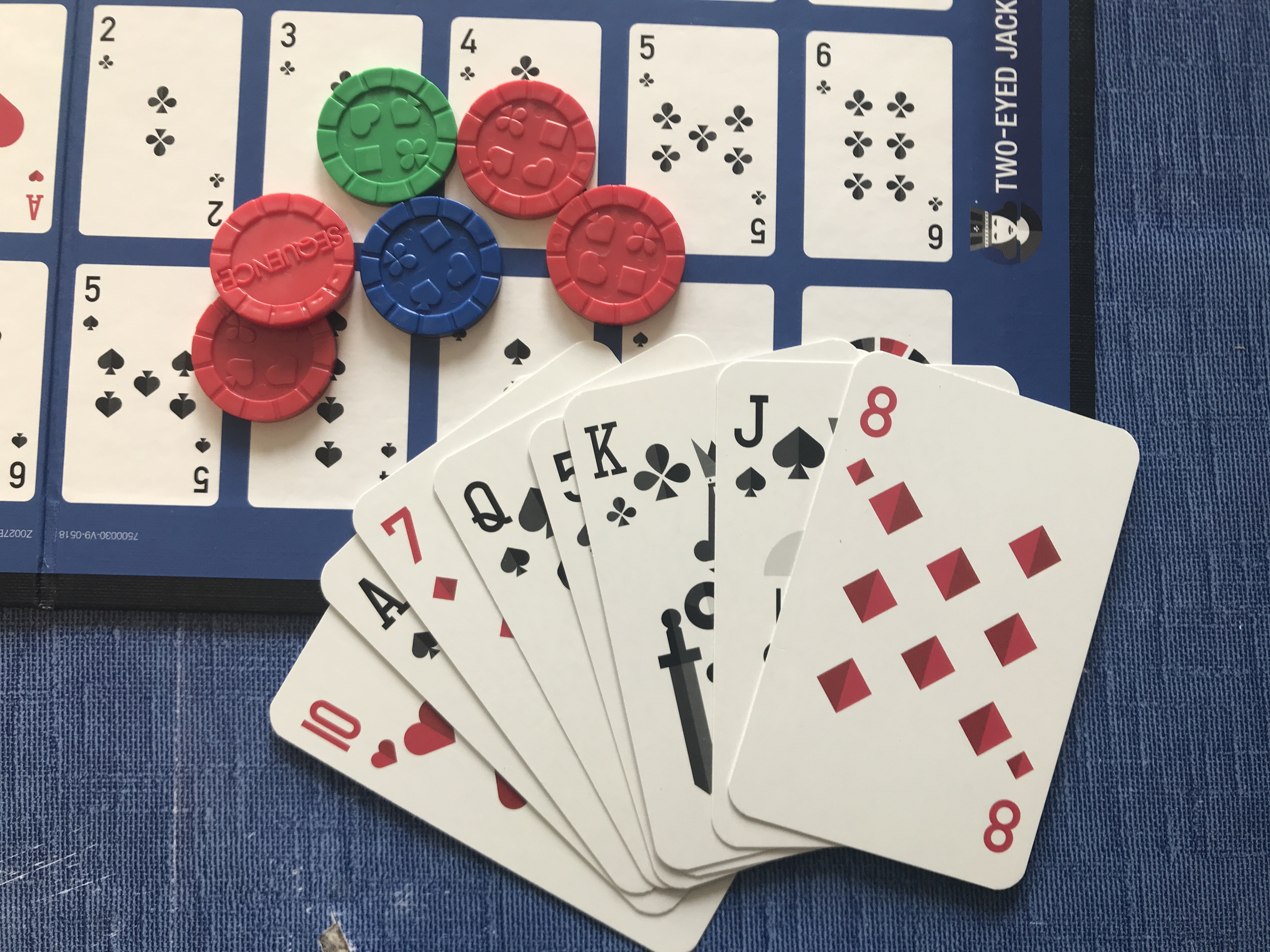
撲克五子棋相關圖片

撲克五子棋（Sequence、One-Eyed Jack、Jack Foolery、Jack Off），是Doug Reuter在1982年推出結合撲克牌與五子棋、兩人到十二人的版圖遊戲，流行於美國東部。

## 棋具
- 棋盤為用10*10方格，在不同位置的兩格有相同圖案的撲克牌圖，但沒有J。
- 兩副撲克牌，扣除鬼牌，共104張。
- 棋子為籌碼，以綠、藍紅色區分敵我組別，綠、藍籌碼各50枚，紅色籌碼35枚。

## 棋規
- 玩家分為兩組或三組，洗牌後，每人分一定數量，其餘作為牌庫。
  - 兩位玩家時，每人7張。
  - 三到四位玩家時，每人6張。
  - 六位玩家時，每人5張。
  - 八到九位玩家時，每人4張。
  - 十到十二玩家時，每人3張。
- 每人回合打出一張牌，並將該組一枚籌碼放在同圖案的空棋位上，然後抽一張牌。若是打出圖案為單眼的黑桃、紅心J，則改為移除棋盤上任何一枚籌碼；若是打出雙眼的梅花、方塊J，則改將手上該組一枚籌碼放在任何空棋位。角落不可放棋，但视为每方已占的棋位。
- 兩組玩家時，以先用該組五枚或以上籌碼連成縱、橫、斜方向的兩條直線獲勝；三組玩家時，改為一條直線就獲勝。[3]